# Helminthopsis ambigua
Helminthopsis ambigua is een keversoort uit de familie beekkevers (Elmidae). De wetenschappelijke naam van de soort werd in 1974 gepubliceerd door Joseph Delève.